# Laurent Dandoy
Pour les articles homonymes, voir Dandoy.
Laurent Dandoy, né le 28 novembre 1971 à Charleroi (province de Hainaut), est un illustrateur et auteur de bande dessinée alternative belge.

## Biographie
Laurent Dandoy naît le 28 novembre 1971 à Charleroi,. Il étudie les arts décoratifs à l'École supérieure des arts Saint-Luc à Tournai, puis la pratique artistique à l’École de recherche graphique (ERG) à Bruxelles. Il exerce plusieurs années divers métiers alimentaires (décorateur de théâtre, bouquiniste,…) avant de se consacrer à la bande dessinée et l’illustration.
En 2005, il rejoint la structure de la maison d’édition indépendante L'Employé du Moi, où il est actif et signe chez cet éditeur deux récits auto-biographiques en album. Le Crépuscule des ballons de foot (2005) conte des souvenirs d'enfance à la campagne en Belgique avec des histoires de ballons ronds. Le théoricien de la bande dessinée Erwin Dejasse en fait la critique : « Les réflexions du genre "c'est tellement vrai" fusent en lisant ce carnet de décès. Vive les petits instants retrouvés de notre enfance ! Ces dessins ont dû réveiller la mémoire de certains nostalgiques ! Dommage qu'il y ait si peu de pages ! ». Tandis que Hypoxie - Histoire d'une hospitalisation (2008) est le récit d'une hospitalisation. Il publie ensuite ses récits et dessins dans des revues de bandes dessinées alternatives, fanzines et web — comme grandpapier.org —, belges et étrangers. Son travail en bande dessinée s’exprime par des collaborations plus personnelles avec la participation à des ouvrages collectifs. Il auto-édite aussi de petits objets et en riso, objets humbles aux contenus allusifs.
En tant qu’illustrateur, il travaille dans les domaines de la culture (cahiers d’activités de musées, affiches de théâtre,…) et de l’associatif. Il réalise également des illustrations pour la presse écrite, notamment pour La Libre Belgique.

### Autres activités
En 2018, il reprend en tant qu’organisateur le festival de bandes dessinées contemporaines Cultures Maison, qui réunit les acteurs de la bande dessinée alternative à Saint-Gilles, succédant à Cyril Elophe. Lorsqu'il y venait comme auteur, il y développait sa fascination pour les lieux oubliés et dédaignés,,.
Actif dans le secteur culturel, il co-fonde, en 2018, l’Espace de la Littérature Imagée, à Ixelles, un lieu destiné à l'image illustrée et bande dessinée actuelle. Le 26 mai 2018, il inaugure la fresque section jeunesse qu'il a réalisée en collaboration avec Béatrice Flameng à la bibliothèque de Saint-Gilles dans le cadre du parcours d'artistes,.
Il milite activement pour une meilleure reconnaissance professionnelle des autrices et auteurs. Il est à membre du conseil d'administration de la fédération professionnelle ABDIL réunissant autrices et auteurs de la bande dessinée et de l’illustration. 

### Vie privée
Il vit et travaille à Bruxelles en 2018.

## Œuvre

### Publications

#### Albums de bande dessinée
- Le Crépuscule des ballons de foot[4],[5], L'Employé du Moi, coll. « Pour soi », Bruxelles, août 2005
Scénario et dessin : Laurent Dandoy - Couleurs : noir et blanc -  (ISBN 2-930360-10-0)
- Hypoxie - Histoire d'une hospitalisation[17],[6],[18], L'Employé du Moi, coll. « Sous-main », Bruxelles, décembre 2008
Scénario et dessin : Laurent Dandoy - Couleurs : noir et blanc -  (ISBN 978-2-930360-22-5)

#### Collectifs
- 40075km comics, L'Employé du Moi, Bruxelles, janvier 2007
Scénario et dessin : collectif dont Laurent Dandoy - Couleurs : quadrichromie -  (ISBN 978-2-930360-13-3)
- Polyominos[19], L'Employé du Moi, Bruxelles, octobre 2007
Scénario : collectif - Dessin : collectif dont Laurent Dandoy - Couleurs : quadrichromie -  (ISBN 978-2-930360-16-4),Recueil réunissant 20 auteurs qui se sont prêtés aux mêmes règles : raconter une histoire en une planche de 20 cases muettes et modifier ensuite l'ordre des cases afin de raconter une autre histoire. Les deux récits se retrouvent dans cet ouvrage.
- Suisse - Belgique, Castagniééé, Vevey, mai 2008
Scénario : collectif - Dessin : collectif dont Laurent Dandoy - Couleurs : noir et blanc -  (ISBN 978-2-940346-28-8)
- Appendix[2], L’Employé du Moi, Bruxelles, octobre 2010
Scénario : collectif - Dessin : collectif dont Laurent Dandoy - Couleurs : quadrichromie -  (ISBN 978-2-930360-32-4),Téléchargeable gratuitement au format PDF sur le site de l'éditeur[20].
- (fr + en) Xavier Lelion (dir.) et Anne-Sophie Nottebaert (dir.) (ill. Abdel de Bruxelles, Laurent Dandoy, Cyril Elophe, Sacha Goerg, Aurélie William Levaux), Architectures Wallonie-Bruxelles : inventaires = inventories #2 : 2013-2016[2], Bruxelles, Fédération Wallonie-Bruxelles, 1er décembre 2016, 274 p., ill. ; 28 cm (ISBN 978-2-930705-22-4, ISSN 2952-7910, OCLC 973675281).

#### En revues, journaux, fanzines
- Kollektiv no 11, juin 1998[21]
- Objets Animés, 2004[2]
- Stripburger #46, octobre 2007[22],[12]
- La Libre Belgique spécial Angoulême, 26 janvier 2011[12]
- Super-Structure 2, 2012[2],[23],[24]
- H, 2014[2]
- Lieux communs, 2014[21],[2]
- L'Art content pour rien, 2015[12]
- (fr) ; (nl) Les Mondes inversés, guide pour enfants, Musée BPS22, 2015[12]
- (nl) Vol par ruse, bloc-notes, 2015[12]
- Un parallaxe urbain, 2015[21],[2]
- Sur la piste du BPS22, 2016[2]
- La Discrétion, 2016[2]
- Vol par ruse, bloc-notes, 2016[12]
- Une exploration en surface, 2017[2]
- Revue 24h01 no 8, 2017[12],[25]
- « On dirait une photo ! », 2018[12]
- Demain, le Palais de Justice, co-publication de la Fondation Poelaert et Les Impressions nouvelles, 2018[26],[12]
- Rhizome no 19 janvier 2018[21]
- Même pas peur…?!, 2018[12]
- La Discrète Fabrication du Local, 2018[12]
- Guide du petit visiteur dans le cadre de l'exposition Travail, loisirs, repos;… Un droit !?, 2019[27],[12]
- Qu'est-ce qu'on mange ?, 2019[12]
- Le Musée de Papier, 2021[12]
- Un monde couleur chocolat [Poster] dans 1 jour 1 actu no 470 du 18 avril 2025 au 1er mai 2025[28].

### Expositions

#### Expositions personnelles
- Cultures Maison (6e édition), maison de la culture de Saint-Gilles, Saint-Gilles, du 11 au 13 septembre 2015, hommage aux environnements urbains délaissés, aux fêlures de plâtre et aux espaces oubliés[11],[9],[10].

#### Expositions collectives
- One shot ! Football et art contemporain[29], BPS22, Charleroi, du 6 mars au 11 juillet 2010.

### Au théâtre
- 2012 : Snacks[12],[30], de Bernard Senny, mise en scène de Martin Staes-Polet, graphiste.

#### Livres
: document utilisé comme source pour la rédaction de cet article.
- Le 9e Rêve no 6, Bruxelles, Institut Saint-Luc de Bruxelles, École de recherche graphique, 2006, 144 p. (présentation en ligne), p. 30. .
- Philippe Mellot, Michel Denni, Laurent Turpin et Isabelle Morzadec, Trésors de la bande dessinée : BDM 2025-2026 - Catalogue encyclopédique et Argus, Paris, Les Arènes, novembre 2024, 24e éd., 1839 p., ill. ; 23 cm (ISBN 979-10-37512-61-1, OCLC 1478218824, présentation en ligne), p. 383, 687.

### Vidéographie
- [vidéo] « Portrait : Laurent Dandoy », sur YouTube, 28 juin 2008
- [vidéo] « Le rituel de Laurent Dandoy avant de dessiner », sur YouTube, 28 juin 2008